# 世界保护监测中心
世界保护监测中心（World Conservation Monitoring Centre，UNEP-WCMC）隶属于联合国环境署，是联合国环境规划署设在英国剑桥的一个执行机构。自2000年起，世界保护监测中心就已成为联合国环境规划署的一部分，其负责评估生物多样性，并支持政策的制定和实施。1988年，世界自然基金会创建了世界保护监测中心。其曾是一个独立的组织，由世界自然保护联盟和联合国环境规划署共同管理。在此之前，该中心为世界自然保护联盟秘书处的一部分。

## 工作领域
世界保护监测中心的业务范围包括生物多样性评估和支持国际公约，如生物多样性公约（CBD）和瀕危野生動植物種國際貿易公約（CITES）。世界保护监测中心还与世界自然保护联盟世界保护区委员会协同下负责管理世界保护区数据库。世界保护监测中心通过加利福尼亚大学出版社出版了一系列关于生物多样性的世界地图集。世界保护监测中心自身由众多的涉及不同保护方面的项目组成，如生物多样性信息学、商务与生物多样性；气候变化；生态系统评估；食品安全，生物量与生物多样性；海洋决策支持；保护区；物种。

## 扩展阅读
- UNEP World Conservation Monitoring Centre（页面存档备份，存于）